# Antonio Aguilar y Correa
Antonio Aguilar y Correa, Marquès de Vega de Armijo (Madrid, 30 de juny de 1824 - Madrid, 13 de juny de 1908) va ser un polític president del govern d'Espanya (1906-1907).

## Biografia
Va néixer en Madrid en juny de 1824. Va començar als 30 anys una dilatada carrera política que el duria a exercir destacats càrrecs públics durant més de mig segle. Fou elegit diputat per primer cop el novembre de 1854, quan, durant el Bienni Progressista, es van celebrar comicis per a formar Corts Constituents. Va militar en la Unió Liberal fundada per Leopoldo O'Donnell, de qui es va convertir aviat en seguidor i qui el va nomenar diverses vegades ministre en el seu segon i tercer gabinet: va ser així ministre de Foment entre 1861 i 1863, de Governació des de gener de 1861 fins a 1863 i, de nou, va ocupar el càrrec de ministre de Foment entre 1865 i 1866.
Mort el seu protector en 1867, el Marquès va passar a engrossir les files polítiques del general Francisco Serrano Domínguez, al costat del qual va participar en la preparació de la Revolució de 1868 que va dur al destronament d'Isabel II i a l'inici del Sexenni Democràtic. Ambaixador en França en 1874, des de l'inici de la Restauració va militar en els grups que haurien de conformar el Partit Liberal encapçalat per Práxedes Mateo Sagasta. Aquest el va nomenar tres cops ministre d'Estat (màxim responsable de la diplomàcia espanyola): entre 1881 i 1883, des de 1888 fins a 1890 i, finalment, entre 1892 i 1893. A més, va ser President del Congrés en 1898, 1899, des de 1901 fins a 1903, així com en 1905.
Ja durant el regnat d'Alfons XIII va ser president del govern de 1906 a 1907, entre dos gabinets liderats respectivament per Segismundo Moret y Prendergast i Antoni Maura i Montaner. La seva breu prefectura governamental es va limitar a aprovar els pressupostos generals per a 1907. Havia presidit així mateix les reals acadèmies de la Història, i de Ciències Morals i Polítiques, temes sobre els quals publicaria diverses obres. Va morir en Madrid el 13 de juny de 1908.